# Jun-raven
Jun-raven zijn tien zonne-dragers, die voorkomen in de Chinese mythologie. Ze zijn de zonen van Xihe en Di Jun en broers van de tien zonnen. De Jun-raven dragen de zonnen tijdens hun reis door de hemel op hun vleugels. Op een dag verschijnen de zonnen, gedragen door de Jun-raven, tegelijkertijd en is de beroemde boogschutter Yi genoodzaakt hen neer te schieten, zo rampzalig is de hitte die ze veroorzaken.

## Yi en de Jun-raven
Xihe ('Ademmengeling') en Di Jun, de luchtgod van de Oostelijke hemel zijn de ouders van de tien zonnen en hun tien zonnendragers, de Jun-raven. Toentertijd telde de week tien dagen en op elke dag verscheen er een andere zon. 's Morgens baadde Xihe een van haar tien zonen in de Zoete Bronnen in het Zonnedal en droogde hem in de hoge moerbeiboom Fu Shan. Op een dag besloten de tien zonnen tegelijk te verschijnen en toen er tien zonnen aan de hemel stonden werd het verschrikkelijk heet op aarde. Uit medelijden voor de lijdende mensheid, besloot Yi, de beste boogschutter van het universum, in actie te komen. Van Di Jun, wiens meest gewaardeerde helper hij was, ontving hij een magische, vermiljoenen boog en pijlen met zijden koorden. Volgens een andere versie kreeg Yi van Yao de opdracht de Jun-raven naar beneden te schieten. Yao was volgens de Chinezen het toonbeeld van de ideale heerser en de eerste van drie sagenkoningen. Yi de boogschutter koos een geschikte positie op een hoge toren, zodat hij een goed uitzicht had op de hemel. Van oost naar west schoot hij negen van de tien zonnen en hun zonnendragers uit de lucht. Ze spatten uiteen en zwarte veren dwarrelden op aarde neer. Daarmee was de wereld en haar mensheid gered, maar Yi was zijn plaats in de hemel kwijt. Hij moet op zoek naar de perziken van onsterfelijkheid in het gebergte van Kunlun, in de tuin van elfenkoningin Xi Wangmu. De magische pil die Yi ten slotte van Xi Wangmu krijgt wordt door zijn echtgenote Hang'e ingeslikt en zij vliegt naar de maan, waar zij de maangodin Chang'e wordt. Yi komt, na het besluit van de goden dat hij weer de hemel mag betreden, in het zonnepaleis te wonen en als Houyi en Chang'e elkaar ontmoeten is het volle maan.